# 西明寺 (滋賀県甲良町)

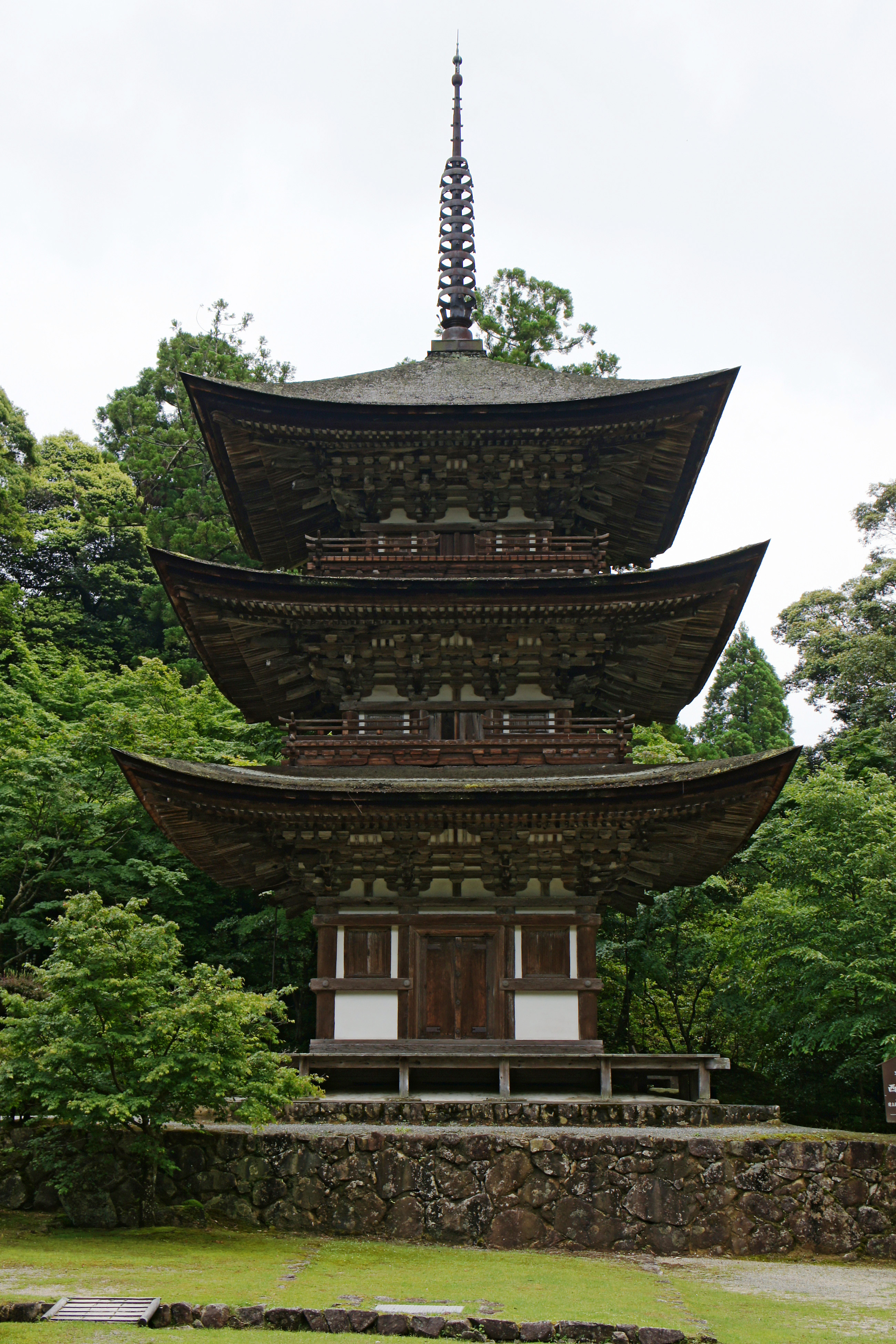
三重塔

西明寺（さいみょうじ）は、滋賀県犬上郡甲良町池寺にある天台宗の寺院。山号は龍応山（りゅうおうざん）。本尊は薬師如来。開山は三修上人である。金剛輪寺、百済寺とともに「湖東三山」の1つに数えられる。西国薬師四十九霊場第32番札所。境内は紅葉の名所となっている。

## 歴史
琵琶湖の東、鈴鹿山脈の西山腹に位置する。寺伝によれば平安時代初期三修上人の創建という。三修上人は、修験道の霊山として知られる伊吹山（滋賀県・岐阜県の県境にある）の開山上人と伝えられる半ば伝説化した行者である。
伝承によれば承和元年（834年）、琵琶湖の西岸にいた三修は、湖の対岸の山に紫の雲のたなびくのを見て不思議に思った。そこで神通力を用いて一気に水面を飛び越え、対岸に渡ると、今の西明寺のある山の中の池から紫の光がさしていた。三修がその池に祈念すると、薬師如来、日光菩薩、月光菩薩、十二神将が出現したという。
三修に帰依していた仁明天皇はこの話を聞くと、その地に勅願寺として寺を建立するように命じた。そして三修はそれらの像の姿を刻んで祀った、これが当寺のはじまりであるという。当寺のある場所の地名と当寺の別称を「池寺」というのは、この伝説に基づいている。承和3年（836年）には仁明天皇により寺領が寄進され、諸堂が建築されたという。「西明寺」の寺号は前述の紫の光が西の方へさしていたことによる。
上述の承和3年（836年）建立を立証する史料はない。しかし、現存する本堂、三重塔は鎌倉時代の本格的な建築であり、この頃には天台宗の寺院となり、かなりの規模を有していたものと思われる。当寺の本尊の薬師如来は比叡山延暦寺の根本中堂に祀られている本尊の薬師如来と向き合うように祀られているという。
やがて寺領は2千石、17の諸堂に僧坊3百を有する大寺院になっていた西明寺だが、元亀2年（1571年）、延暦寺の焼き討ちを行った織田信長は、近江国にある比叡山傘下の天台寺院をも焼き払うことを命じ、西明寺も信長の家臣である丹羽長秀と河尻秀隆によって焼き討ちの運命にあった。しかし、寺僧の機知により、山門近くの房舎を激しく燃やして、全山焼失のように見せかけたため、山奥に位置する本堂や三重塔は焼失をまぬがれたという。
この兵火の後は荒廃していたが江戸時代に入り、天海によって12石が供物代として与えられ、公海や望月友閑により再興された。さらに将軍徳川家光によって30石が朱印地として認められるなどの庇護を受けて徐々に復興し、近代に至っている。
境内は名神高速道路によって分断されている。
2020年（令和2年）、本堂の薬師如来像前にある西柱と南柱に菩薩立像が4体ずつ柱絵が描かれていたことが赤外線調査により判明する。絵は飛鳥時代に描かれたもので、仏教絵画として日本最古級にあたる。この柱絵の存在により、寺の創建時期が伝承より大きくさかのぼる可能性がある。

## 境内
湖東三山の他の2寺と同様、総門は西に面し、そこから名神高速道路を越えて多くの僧坊があった跡地を左右に見ながら、長い参道を歩いた先に二天門が建つ。二天門を入ると、正面に本堂、右手に三重塔が建つ。参道の途中左側には池泉回遊式庭園をもつ本坊がある。
- 本堂 （国宝）

入母屋造、檜皮葺き。鎌倉時代前期の和様建築。中世天台仏堂の代表作として国宝に指定されている。内陣中央の厨子には本尊薬師如来立像（重要文化財、秘仏）を安置し、左右に日光・月光（がっこう）菩薩像、十二神将像、二天王像（重要文化財）などを安置する。現状は桁行（間口）梁間（奥行）ともに7間とする「七間堂」であるが、解体修理時の調査の結果、建立当初は桁行、梁間ともに5間の「五間堂」であり、南北朝時代に規模を拡張したとみられる。組物間の蟇股（かえるまた）には建立当初のものと南北朝時代の拡張期のものとがあり、後者の方がデザインが複雑になっている。建立当初の柱はその多くが位置を移動して再用されている。組物は出三斗（でみつと）。正面には3間の向拝を付し、内部は奥行7間のうち手前の3間分を外陣、その奥の2間分を内陣、もっとも奥の2間分を後陣および脇室とする。正面は7間の柱間すべてを蔀戸（しとみど）とし、頭貫（かしらぬき）以外の貫を用いず、軸部は内法長押（うちのりなげし）と切目長押で固めるなど、典型的な和様建築の手法になる。
- 三重塔（国宝）

本堂の右（南）に建つ。檜皮葺きの和様の三重塔である。様式的に鎌倉時代後期の建築とされる。総高は20.1メートル。逓減率が小さいことと、二重目・三重目の塔身の立ちが低いことが本塔の特色である。相輪は日本の他の木造塔では銅製とすることが多いが、本塔のそれは鉄製である。初層内部には大日如来像を安置し、心柱は初層天井裏から立つ。初層内部は須弥壇と床面を除く全面に極彩色の絵画が描かれているが、現状ではかなり剥落している。絵画の主題は、内部の4本の柱（四天柱）には両界曼荼羅のうち金剛界曼荼羅成身会（じょうじんね）の三十二菩薩（四波羅蜜菩薩、十六大菩薩、八供養菩薩、四摂菩薩）を表し、四方の扉脇の壁面には計8面に法華経曼荼羅図（法華経二十八品（章）の説話の絵画）を表している。このほか、扉には八方天、須弥壇周りの長押には宝相華、牡丹、鳳凰などが描かれている。このうち柱4本と壁8枚は国宝建造物の一部であるとともに、「絵画」としても別途重要文化財に指定されている。
- 鐘楼
- 三修上人供養塔（重要文化財） - 石造宝塔。嘉元2年（1304年）の刻銘がある。
- 阿伽池 - 承和元年（834年）に薬師如来などが出現したとされる池。当寺の別称「池寺」の名の由来。
- 観林坊
- 二天門（重要文化財） - 桁行（間口）3間、梁間（奥行）2間（「間」は長さの単位ではなく、柱間の数を表す建築用語。以下の本文においても同様）。入母屋造、杮（こけら）葺きの八脚門。部材の一つである巻斗に応永14年（1407年）の墨書があり、同年の建立とみられる[7]。
- 龍神社
- 稲荷社
- 本坊 - 元は塔頭の本覚院。
  - 庫裏
  - 書院
  - 庭園「蓬莱庭」（国の名勝） - 池泉回遊式庭園。延宝元年（1673年）に望月友閑が当寺復興の記念として築庭した。
  - 表門
- 観正坊 - 塔頭。
- 塔頭の跡 - 参道の両側に石垣が残る。
- 総門 - 2015年（平成27年）再建。

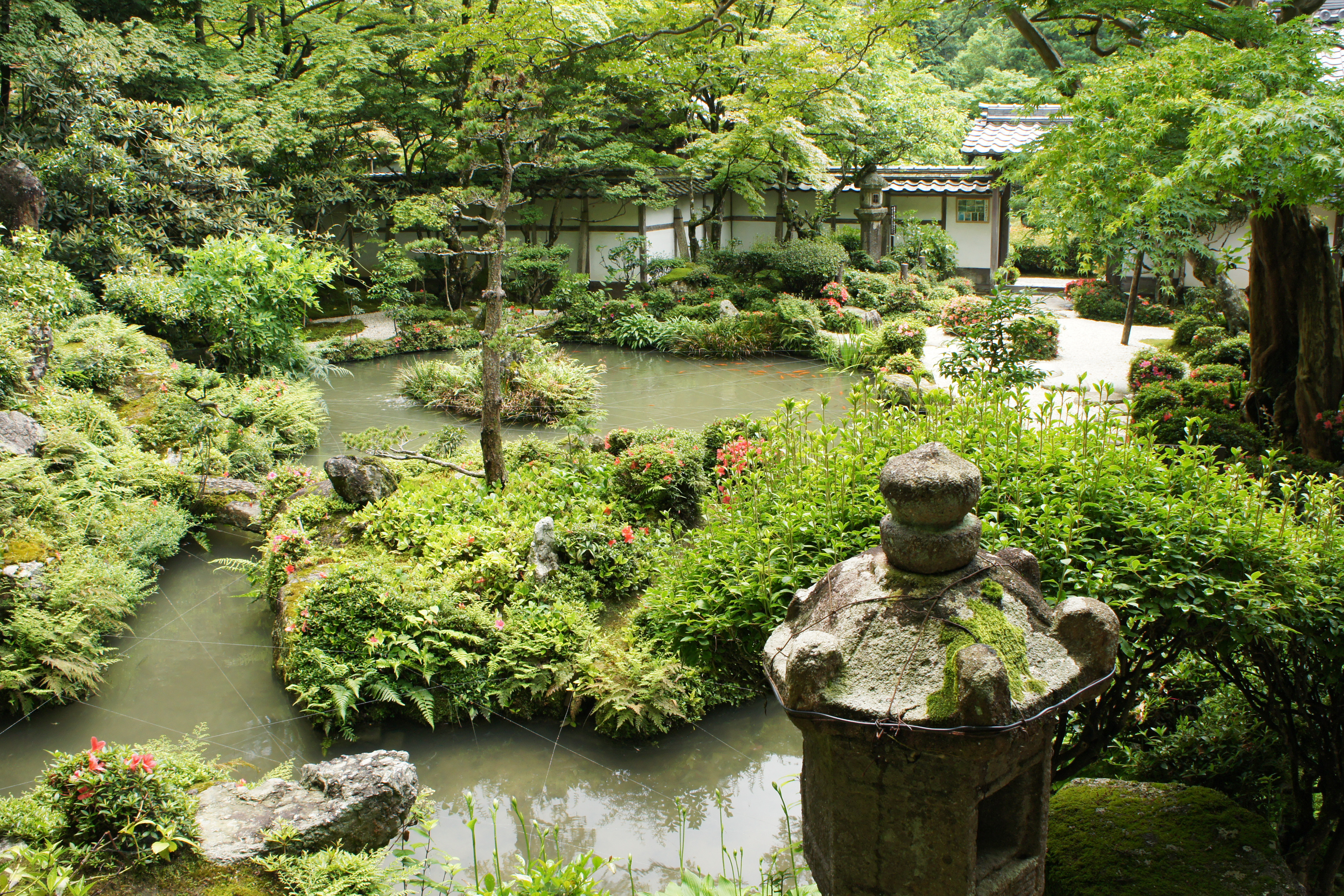
西明寺本坊庭園
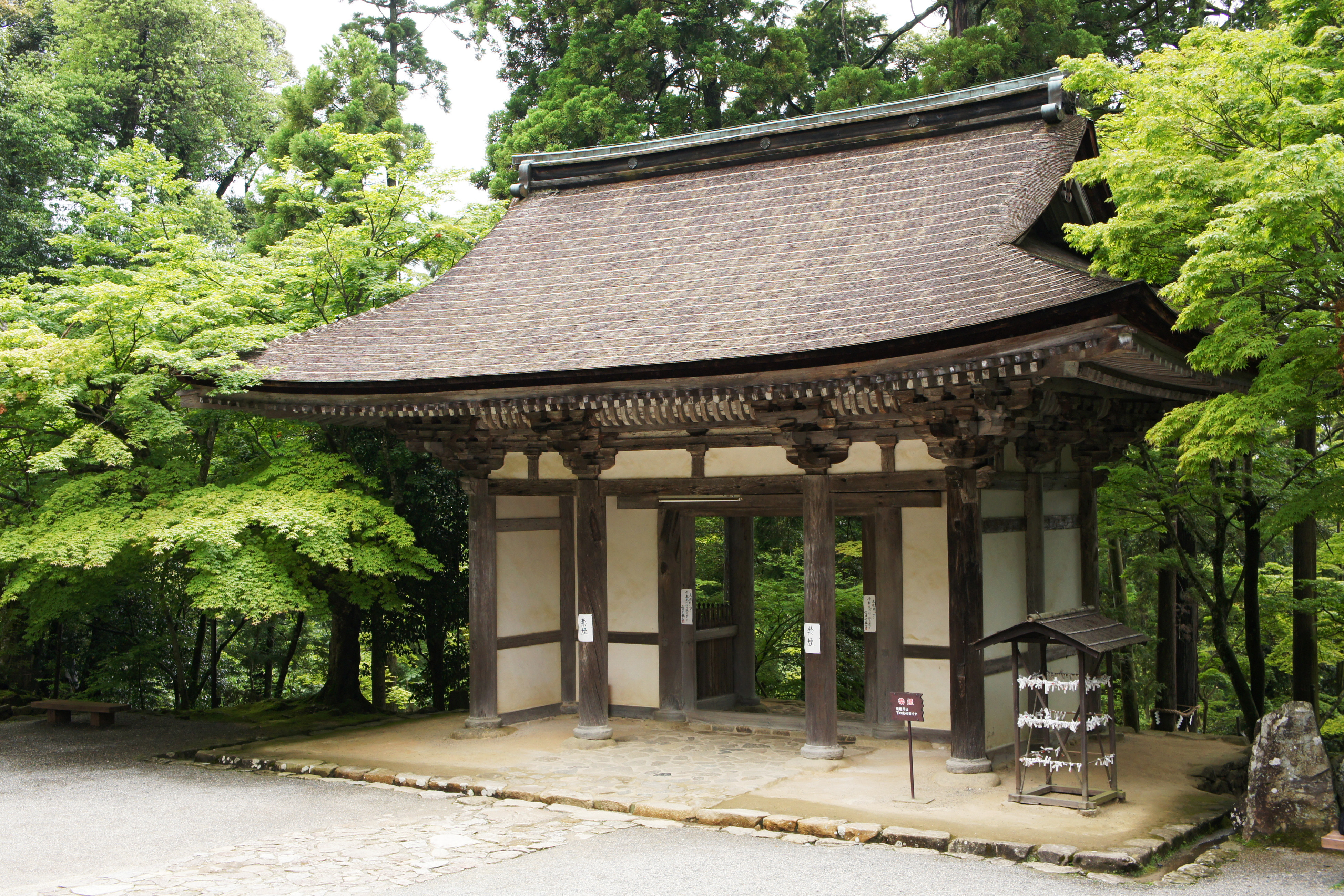
二天門
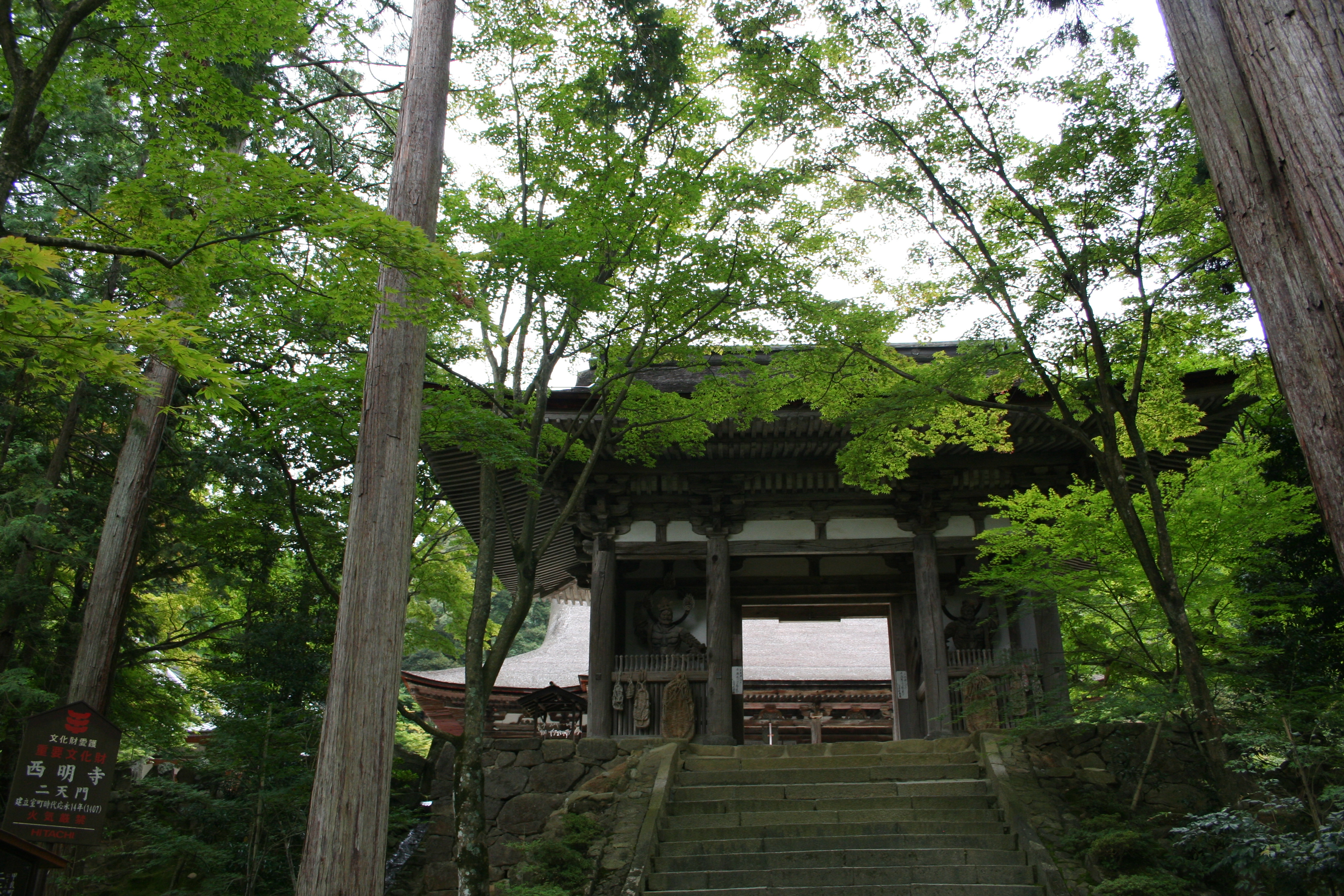
参道から見た二天門
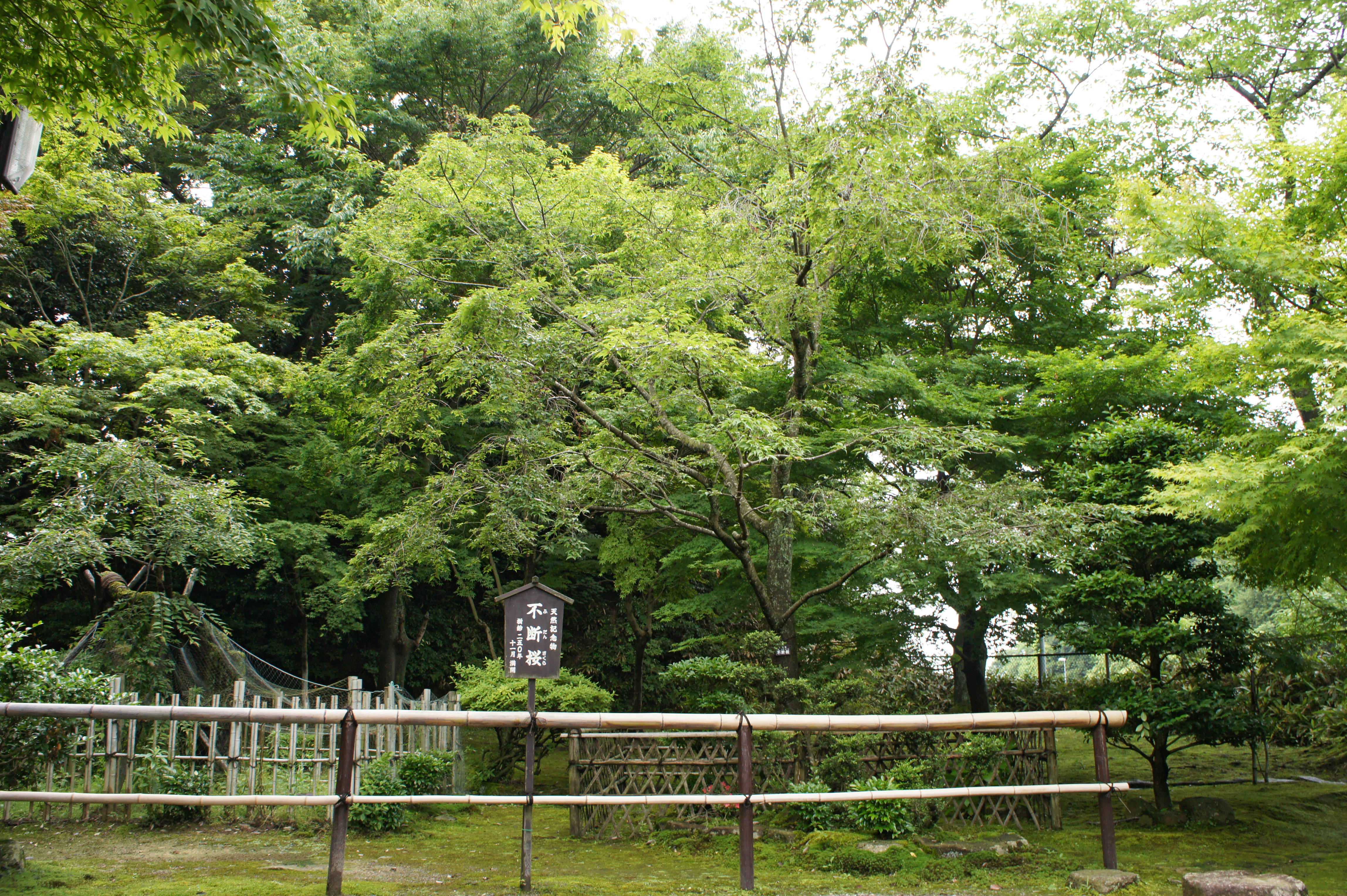
不断桜
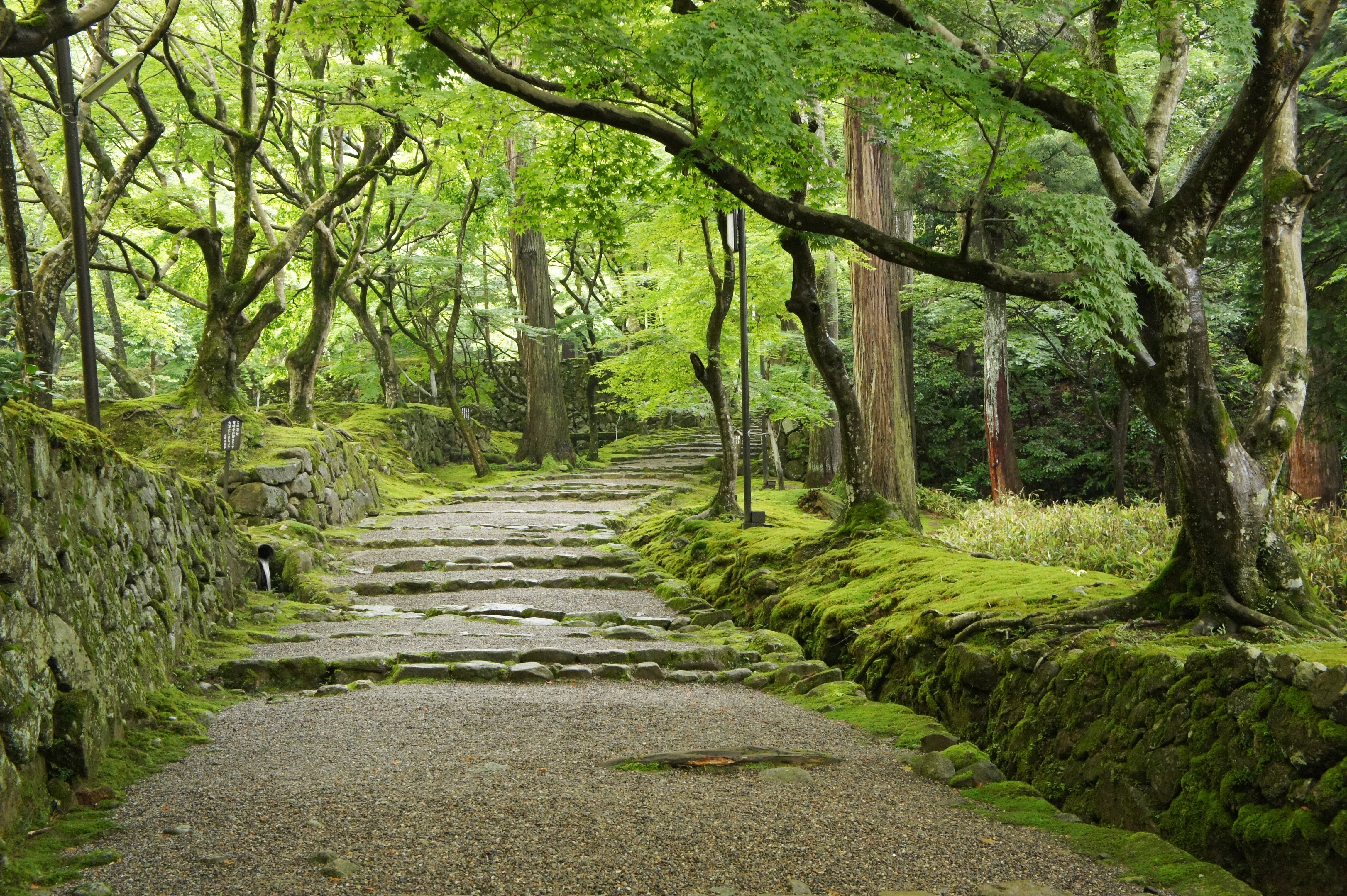
参道
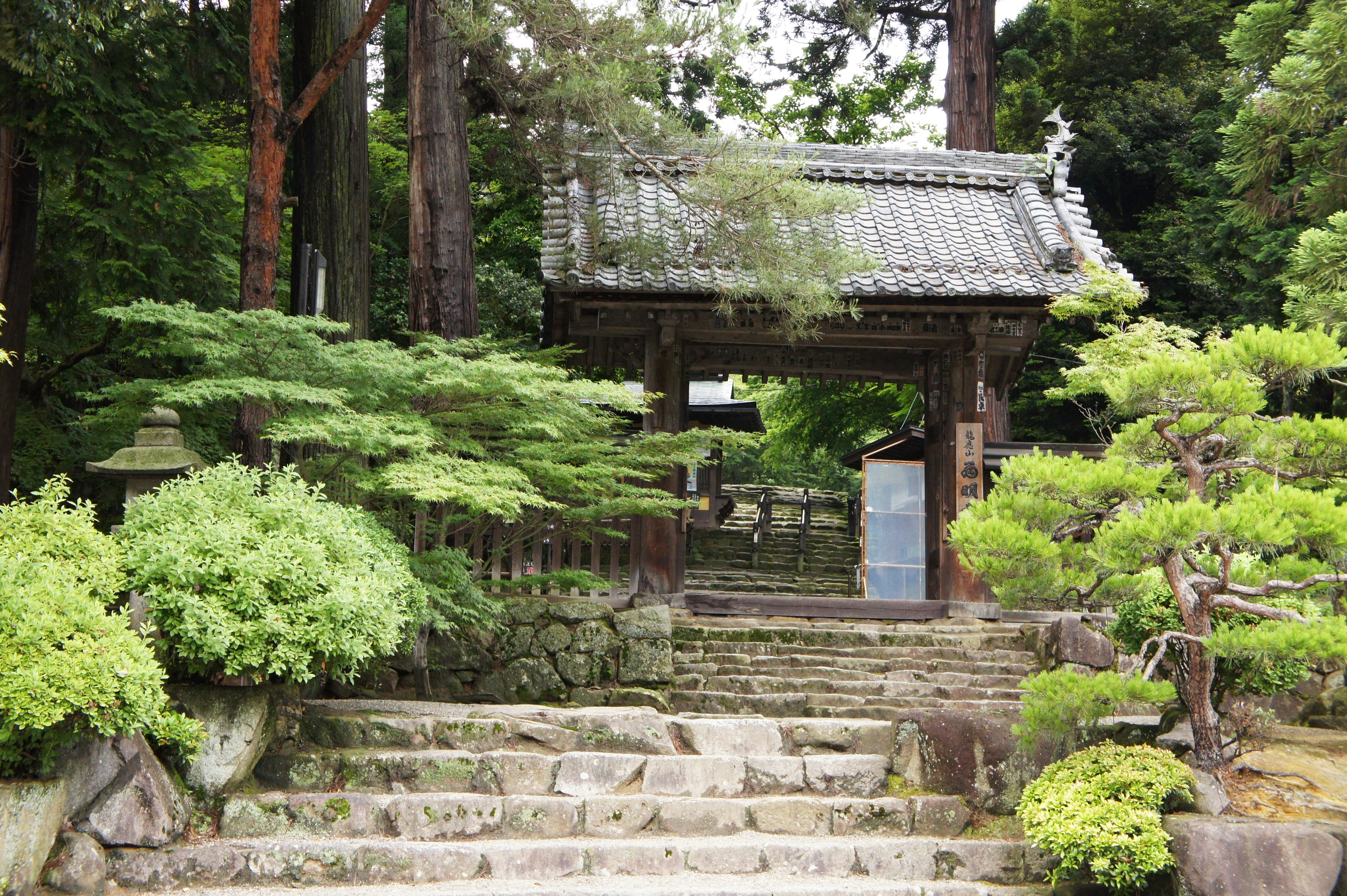
総門

## 文化財

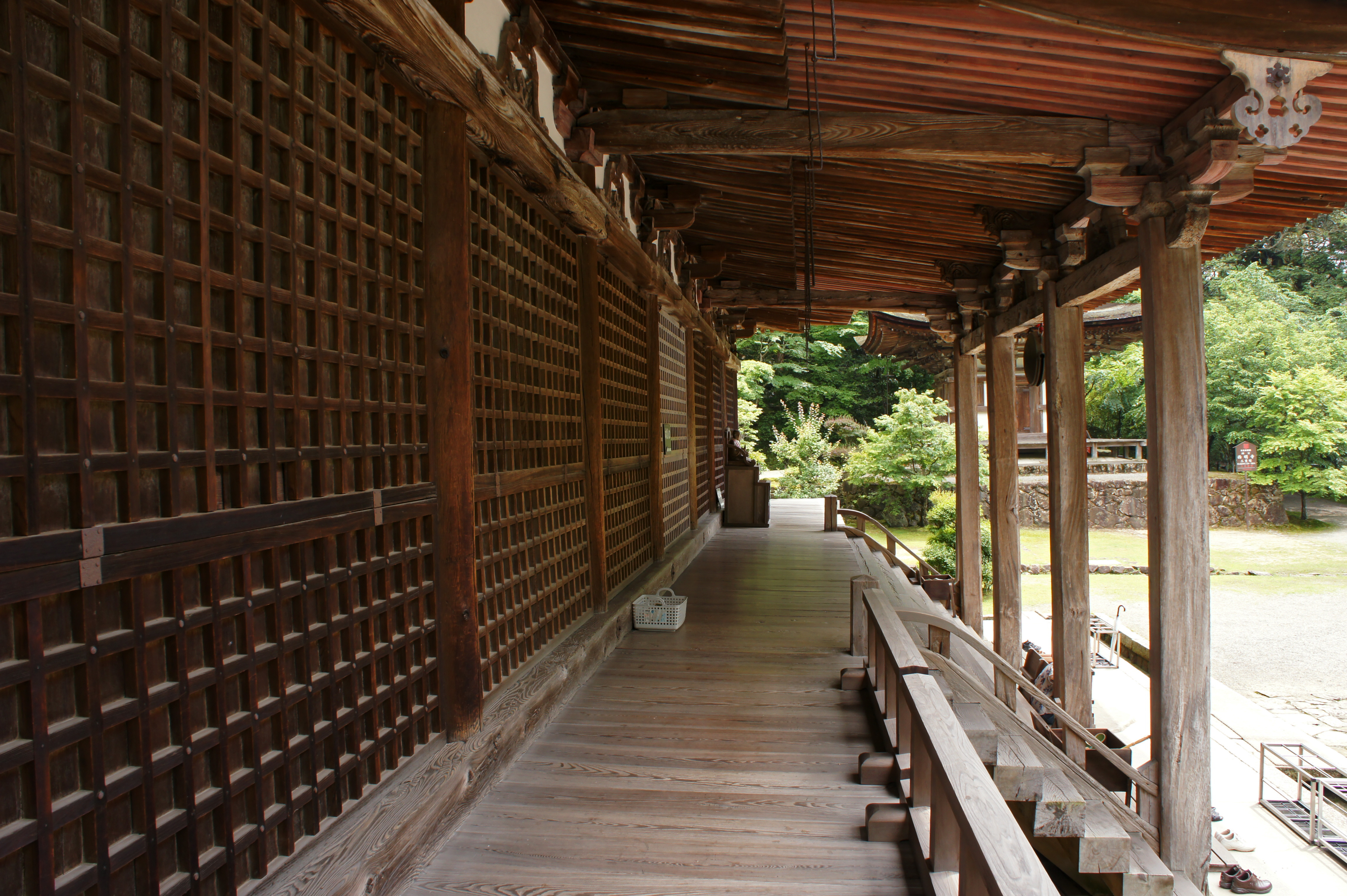
本堂正面の細部。正面柱間はすべて蔀戸とし、組物は出三斗、中備は蟇股。柱間は切目長押、内法長押、頭貫で固めるなど、典型的な和様の手法がみられる。

### 国宝
- 本堂
- 三重塔

### 重要文化財
- 二天門
- 石造宝塔（三修上人供養塔）
- 木造薬師如来立像 - 本尊。
- 木造二天王立像（多聞天・広目天）
- 木造釈迦如来立像（清凉寺式釈迦如来）
- 木造不動明王及び二童子像
- 絹本著色十二天像
- 三重塔初層荘厳画 4本8面
- 錦幡 5旒（りゅう）

### 国の名勝
- 本坊庭園

### 滋賀県指定有形文化財
- 木造大日如来坐像 - 三重塔安置。
- 木造十二神将立像
- 絹本著色文殊菩薩像
- 金銅密教法具 9種17口
- 金銅錫杖頭
- 唐櫃
- 法華経板木 48枚
- 仁王経板木 10枚
- 紺紙金字蘇悉地羯羅供養法巻上

### 滋賀県指定天然記念物
- 西明寺不断桜

※2014年（平成26年）4月30日、重要文化財の二天門の柱や千社札禁止の張り紙などに油性インクで「東京 小岩 こすげ」と油性スタンプが押されているのが発見された。滋賀県警が器物損壊容疑で調べている。

### 甲良町指定有形文化財
- 木造二天王立像 2躯 - 持国天、増長天。
- 木造日光・月光菩薩立像
- 塑像慈恵大師（元三大師）像
- 塑像魍魎鬼人像
- 木造阿弥陀三尊像
- 木造弁財天坐像
- 絹本著色仏涅槃図
- 絹本著色十六羅漢図
- 絹本著色熊野曼荼羅図
- 銅孔雀文磬 1面
- 銅七曜文磬 1面
- 古文書8点及び木札1枚

### 甲良町指定史跡
- 西明寺遺跡

### その他
- 親鸞聖人像

## 前後の札所
西国薬師四十九霊場
31 総持寺　-　32 西明寺　-　33 石薬師寺
神仏霊場巡拝の道
135 金剛輪寺　-　136 西明寺　-　137 長浜八幡宮